# Großer Preis von Portugal
Als Großer Preis von Portugal wurde bisher 18-mal ein Formel-1-Rennen in Portugal ausgetragen.
Dieser Grand Prix fand 1958 und 1960 in Porto, 1959 in Lissabon, von 1984 bis 1996 auf dem Circuito do Estoril in Estoril und 2020 und 2021 auf dem Autódromo Internacional do Algarve in Portimão als Lauf zur Fahrerweltmeisterschaft statt. Zwischen den Jahren 1950 bis 1955 und 1957 wurde er als Sportwagenrennen in Lissabon bzw. Porto ausgetragen. 1964 wurde der Grand Prix ebenfalls als Sportwagenrennen in Cascais wiederbelebt. 1965 und 1966 fanden noch zwei Formel-3-Läufe als Grand Prix von Portugal statt. Danach wurde das Rennen bis 1984 nicht ausgetragen.

## Geschichte
Während der Formel-1-Saison 1958 und Formel-1-Saison 1960 fand der Grand Prix als Großer Preis von Porto in der Stadt Porto auf dem dortigen Rundkurs Circuito da Boavista statt. Ähnlich wie die heutige Streckenführung von Macao, wo heute jedoch Formel 3 und Tourenwagen-Rennen ausgetragen werden, verlief der Kurs nach dem Start im Hafengelände über Straßenbahnschienen und Kopfsteinpflaster mit einer Kombination von längeren Geraden und diversen Kurven zwischen den Häuserschluchten. Die Streckenlänge betrug 7,4 km und die Distanz ging über rund 50 Runden, d. h. etwa 370 km.
1959 versuchte man die Formel 1 beim Rennen in Lissabon auf dem anspruchsvollen Kurs Circuito de Monsanto inmitten eines Parks zu begeistern. Aus Sicherheitsgründen verzichtete man auf weitere Starts bei beiden Kursen. Erst 1984 fand wieder ein Grand Prix von Portugal statt, doch diesmal in Estoril. Nachdem versprochene Umbaumaßnahmen nicht durchgeführt wurden, wurde der Große Preis aus dem vorläufigen Rennkalender der Formel-1-Weltmeisterschaft 1997 gestrichen und die Formel-1 kehrte Portugal den Rücken.
Auf Grund eines wegen der Covid-19-Pandemie geänderten Rennkalenders der Formel-1-Weltmeisterschaft 2020 fand auf dem Autódromo Internacional do Algarve nach 24 Jahren ohne Grand Prix wieder ein Formel-1-Rennen in Portugal statt.
Rekordsieger sind bis heute Alain Prost und Nigel Mansell mit je drei Siegen.

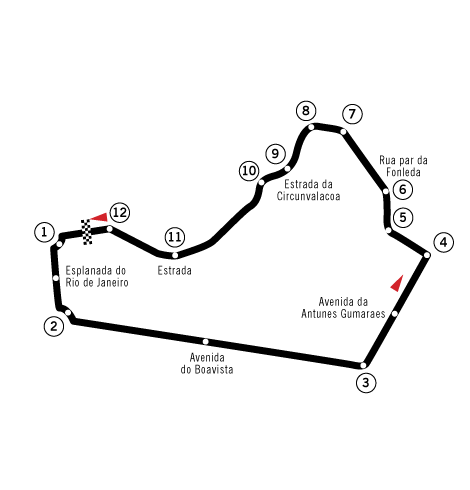
Circuito da Boavista
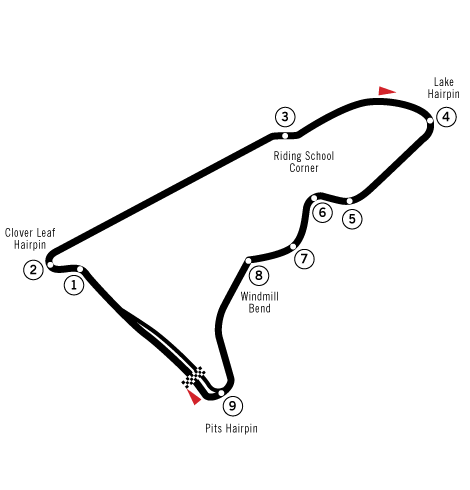
Circuito de Monsanto
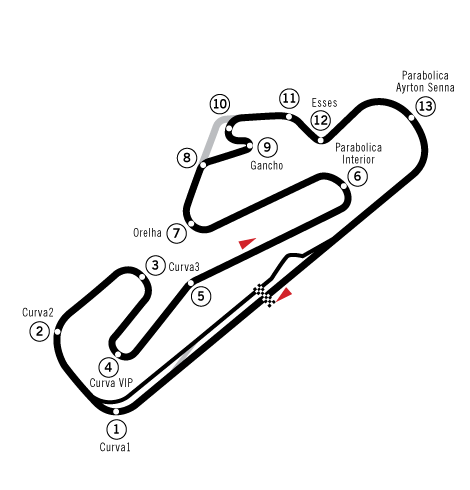
Circuito do Estoril
Autódromo de Algarve

## Ergebnisse
| Auflage | Jahr          | Strecke                        | Klasse                         | Sieger                                | Zweiter                               | Dritter                                         | Pole-Position                       | Schnellste Runde                      |
| ------- | ------------- | ------------------------------ | ------------------------------ | ------------------------------------- | ------------------------------------- | ----------------------------------------------- | ----------------------------------- | ------------------------------------- |
| 1       | 1951          | Porto                          | SW                             | Casimiro de Oliveira (Ferrari)        | Vittorio Marzotto (Ferrari)           | Pierre Meyrat (Talbot-Lago)                     |                                     | Giovanni Bracco (Ferrari)             |
| 2       | 1952          | Porto                          | SW                             | Eugenio Castellotti (Ferrari)         | Casimiro de Oliveira (Ferrari)        | Antonio Stagnoli (Ferrari)                      | Eugenio Castellotti (Ferrari)       | Eugenio Castellotti (Ferrari)         |
| 3       | 1953          | Porto                          | SW                             | José A. Nogueira Pinto (Ferrari)      | Casimiro de Oliveira (Ferrari)        | Mario Valentim (Ferrari)                        | Duncan Hamilton (Jaguar)            | Casimiro de Oliveira (Ferrari)        |
|         |               |                                |                                |                                       |                                       |                                                 |                                     |                                       |
| 4       | 1954          | Lissabon                       | SW                             | José Froilán González (Ferrari)       | Mike Hawthorn (Ferrari)               | Masten Gregory (Ferrari)                        | José Froilán González (Ferrari)     | José Froilán González (Ferrari)       |
|         |               |                                |                                |                                       |                                       |                                                 |                                     |                                       |
| 5       | 1955          | Porto                          | SW                             | Jean Behra (Maserati)                 | Masten Gregory (Ferrari)              | Duncan Hamilton (Jaguar)                        |                                     | Jean Behra (Maserati)                 |
|         | 1956          | kein Großer Preis von Portugal | kein Großer Preis von Portugal | kein Großer Preis von Portugal        | kein Großer Preis von Portugal        | kein Großer Preis von Portugal                  | kein Großer Preis von Portugal      | kein Großer Preis von Portugal        |
| 6       | 1957          | Lissabon                       | SW                             | Juan Manuel Fangio (Maserati)         | Masten Gregory (Ferrari)              | Carlos Menditéguy (Maserati)                    | Juan Manuel Fangio (Maserati)       | Masten Gregory (Ferrari)              |
|         |               |                                |                                |                                       |                                       |                                                 |                                     |                                       |
| 7       | 1958          | Porto                          | F1                             | Stirling Moss (Vanwall)               | Mike Hawthorn (Ferrari)               | Stuart Lewis-Evans (Vanwall)                    | Stirling Moss (Vanwall)             | Mike Hawthorn (Ferrari)               |
|         |               |                                |                                |                                       |                                       |                                                 |                                     |                                       |
| 8       | 1959          | Lissabon                       | F1                             | Stirling Moss (Cooper-Climax)         | Masten Gregory (Cooper-Climax)        | Dan Gurney (Ferrari)                            | Stirling Moss (Cooper-Climax)       | Stirling Moss (Cooper-Climax)         |
|         |               |                                |                                |                                       |                                       |                                                 |                                     |                                       |
| 9       | 1960          | Porto                          | F1                             | Jack Brabham (Cooper-Climax)          | Bruce McLaren (Cooper-Climax)         | Jim Clark (Lotus)                               | John Surtees (Lotus)                | John Surtees (Lotus)                  |
|         |               |                                |                                |                                       |                                       |                                                 |                                     |                                       |
|         | 1961 bis 1963 | kein Großer Preis von Portugal | kein Großer Preis von Portugal | kein Großer Preis von Portugal        | kein Großer Preis von Portugal        | kein Großer Preis von Portugal                  | kein Großer Preis von Portugal      | kein Großer Preis von Portugal        |
| 10      | 1964          | Cascais                        | GT                             | Chris Kerrison (Ferrari)              | Mário Cabral (Lotus)                  | António Peixinho (Lotus)                        | (AC Cobra)                          |                                       |
| 11      | 1965          | Cascais                        | F3                             | Rodney Banting (Cooper-Ford)          | John Fenning (Cooper-Ford)            | Charles Crichton-Stuart (Brabham-Ford Cosworth) |                                     | John Fenning (Cooper-Ford)            |
| 12      | 1966          | Cascais                        | F3                             | Jürg Dubler (Brabham-Ford Cosworth)   | John Fenning (Brabham-Ford Cosworth)  | Chris Williams (Brabham-Ford Cosworth)          | Manfred Mohr (Brabham-Ford)         | Jürg Dubler (Brabham-Ford Cosworth)   |
|         |               |                                |                                |                                       |                                       |                                                 |                                     |                                       |
|         | 1967 bis 1983 | kein Großer Preis von Portugal | kein Großer Preis von Portugal | kein Großer Preis von Portugal        | kein Großer Preis von Portugal        | kein Großer Preis von Portugal                  | kein Großer Preis von Portugal      | kein Großer Preis von Portugal        |
| 13      | 1984          | Estoril                        | F1                             | Alain Prost (McLaren-TAG Porsche)     | Niki Lauda (McLaren-TAG Porsche)      | Ayrton Senna (Toleman)                          | Nelson Piquet (Brabham-BMW)         | Niki Lauda (McLaren-TAG Porsche)      |
| 14      | 1985          | Estoril                        | F1                             | Ayrton Senna (Lotus-Renault)          | Michele Alboreto (Ferrari)            | Patrick Tambay (Renault)                        | Ayrton Senna (Lotus-Renault)        | Ayrton Senna (Lotus-Renault)          |
| 15      | 1986          | Estoril                        | F1                             | Nigel Mansell (Williams-Honda)        | Alain Prost (McLaren-TAG Porsche)     | Nelson Piquet (Williams-Honda)                  | Ayrton Senna (Lotus-Renault)        | Nigel Mansell (Williams-Honda)        |
| 16      | 1987          | Estoril                        | F1                             | Alain Prost (McLaren-TAG Porsche)     | Gerhard Berger (Ferrari)              | Nelson Piquet (Williams-Honda)                  | Gerhard Berger (Ferrari)            | Gerhard Berger (Ferrari)              |
| 17      | 1988          | Estoril                        | F1                             | Alain Prost (McLaren-Honda)           | Ivan Capelli (March-Judd)             | Thierry Boutsen (Benetton-Ford)                 | Alain Prost (McLaren-Honda)         | Gerhard Berger (Ferrari)              |
| 18      | 1989          | Estoril                        | F1                             | Gerhard Berger (Ferrari)              | Alain Prost (McLaren-Honda)           | Stefan Johansson (Onyx-Ford)                    | Ayrton Senna (McLaren-Honda)        | Gerhard Berger (Ferrari)              |
| 19      | 1990          | Estoril                        | F1                             | Nigel Mansell (Ferrari)               | Ayrton Senna (McLaren-Honda)          | Alain Prost (Ferrari)                           | Nigel Mansell (Ferrari)             | Riccardo Patrese (Williams-Renault)   |
| 20      | 1991          | Estoril                        | F1                             | Riccardo Patrese (Williams-Renault)   | Ayrton Senna (McLaren-Honda)          | Jean Alesi (Ferrari)                            | Riccardo Patrese (Williams-Renault) | Nigel Mansell (Williams-Renault)      |
| 21      | 1992          | Estoril                        | F1                             | Nigel Mansell (Williams-Renault)      | Gerhard Berger (McLaren-Honda)        | Ayrton Senna (McLaren-Honda)                    | Nigel Mansell (Williams-Renault)    | Ayrton Senna (McLaren-Honda)          |
| 22      | 1993          | Estoril                        | F1                             | Michael Schumacher (Benetton-Ford)    | Alain Prost (Williams-Renault)        | Damon Hill (Williams-Renault)                   | Damon Hill (Williams-Renault)       | Damon Hill (Williams-Renault)         |
| 23      | 1994          | Estoril                        | F1                             | Damon Hill (Williams-Renault)         | David Coulthard (Williams-Renault)    | Mika Häkkinen (McLaren-Peugeot)                 | Gerhard Berger (Ferrari)            | David Coulthard (Williams-Renault)    |
| 24      | 1995          | Estoril                        | F1                             | David Coulthard (Williams-Renault)    | Michael Schumacher (Benetton-Renault) | Damon Hill (Williams-Renault)                   | David Coulthard (Williams-Renault)  | David Coulthard (Williams-Renault)    |
| 25      | 1996          | Estoril                        | F1                             | Jacques Villeneuve (Williams-Renault) | Damon Hill (Williams-Renault)         | Michael Schumacher (Ferrari)                    | Damon Hill (Williams-Renault)       | Jacques Villeneuve (Williams-Renault) |
|         | 1997 bis 2019 | kein Großer Preis von Portugal | kein Großer Preis von Portugal | kein Großer Preis von Portugal        | kein Großer Preis von Portugal        | kein Großer Preis von Portugal                  | kein Großer Preis von Portugal      | kein Großer Preis von Portugal        |
| 26      | 2020          | Portimão                       | F1                             | Lewis Hamilton (Mercedes)             | Valtteri Bottas (Mercedes)            | Max Verstappen (Red Bull-Honda)                 | Lewis Hamilton (Mercedes)           | Lewis Hamilton (Mercedes)             |
| 27      | 2021          | Portimão                       | F1                             | Lewis Hamilton (Mercedes)             | Max Verstappen (Red Bull-Honda)       | Valtteri Bottas (Mercedes)                      | Valtteri Bottas (Mercedes)          | Valtteri Bottas (Mercedes)            |

| Legende   | Legende                                                                                              | Legende                                                     |
| Abkürzung | Klasse                                                                                               | Kommentar                                                   |
| --------- | --- | ----------------------------------------------------------- |
| F1        | Formel 1                                                                                             | Formel-1-Weltmeisterschaft ab 1950                          |
| F2        | Formel 2                                                                                             |                                                             |
| FL        | Formula libre                                                                                        | Fahrzeugklasse in der Regel vom Veranstalter ausgeschrieben |
| SW        | Sportwagen                                                                                           |                                                             |
| TW        | Tourenwagen                                                                                          |                                                             |
| GP        | Grand-Prix-Fahrzeuge                                                                                 |                                                             |
|           | ↓ Durchgehende graue Linien zeigen an, wann in der Geschichte auf einem neuen Kurs gefahren wurde. ↓ |                                                             |
|           | |                                                             |
|           | Einträge mit hellrotem Hintergrund waren keine Läufe zur Automobil- bzw. Formel-1-Weltmeisterschaft. |                                                             |
|           | Einträge mit gelbem Hintergrund waren Läufe zur Europameisterschaft.                                 |                                                             |